# كأس العالم لكرة الصالات للسيدات
كأس العالم لكرة الصالات للسيدات FIFA) FIFA Futsal Women's World Cup)-هي مسابقة دولية لكرة الصالات، والتي من المقرر أن تتنافس فيها الفرق الوطنية للسيدات من الاتحادات الأعضاء في FIFA ، الهيئة الحاكمة العالمية للرياضة. وقد تم إنشاء المسابقة من قبل الاتحاد الدولي لكرة القدم (فيفا) في ديسمبر 2022م،  وستقام النسخة الأولى في عام 2025م. 
اعلنت الفيفا في وقت سابق عن خطط لإقامة مسابقة كرة الصالات للسيدات في عام 2018م، وتلقت انتقادات من لاعبات كرة الصالات بسبب "إهمالهن العلني" لهذه الرياضة. 
وفي النسخة الأولى، سيشارك 16 فريقًا في البطولة.  ومن المقرر استضافة النسخة الافتتاحية في الفلبين في عام 2025م. 

## التأهل
ستتكون البطولة الأولى من 16 فريقًا، مع الأماكن المخصصة المدرجة أدناه: 
- الاتحاد الآسيوي لكرة القدم (3 فرق)
- الاتحاد الأفريقي لكرة القدم (فريقان)
- كونكاكاف (فريقان)
- اتحاد أمريكا الجنوبية لكرة القدم (3 فرق)
- أوقيانوسيا (فريق واحد)
- الاتحاد الأوروبي لكرة القدم (4 فرق)
- البلد المضيف (فريق واحد)

## نتائج
| النسخة | العام | المضيف  |       | النهائي | النهائي | النهائي       |         | مباراة تحديد المركز الثالث | مباراة تحديد المركز الثالث | مباراة تحديد المركز الثالث |  | عدد الفرق |
| النسخة | العام | المضيف  | البطل | النتيجة | الوصيف  | المركز الثالث | النتيجة | المركز الرابع              |                            |                            |  | عدد الفرق |
| 1      | 2025  | الفلبين |       |         |         |               |         |                            | 16                         |                            |  |           |

## نتائج الفريق
عناوين تعريفية (مفاتيح)
- 1st الأبطال
- 2nd الوصيف
- 3rd - المركز الثالث
- 4th — المركز الرابع
- ربع النهائي - ربع النهائي
- × — لم يدخل / انسحب / محظور
- س- تأهل للبطولة القادمة
- — المضيفون

| فريق      | 2025 (16) | المجموع |
| --------- | --------- | ------- |
| نيوزيلندا | س         | 1       |
| الفلبين   | س         | 1       |